# Wólka (Lublin)
Wólka [pronunciación en polaco: /ˈvulka/] es un pueblo ubicado en el distrito administrativo de Gmina Wólka, dentro del Condado de Lublin, Voivodato de Lublin, en Polonia oriental. Se encuentra aproximadamente a 3 kilómetros al sureste de Jakubowice Murowane y a 6 kilómetros al este de la capital regional Lublin.